# Trevelin Queen
Trevelin Marleto Queen, född 25 februari 1997 i Baltimore i Maryland, är en amerikansk professionell basketspelare (SG) som spelar för Orlando Magic i National Basketball Association (NBA). Han har tidigare spelat för Houston Rockets och Indiana Pacers.
Queen blev aldrig NBA-draftad.
Innan han blev proffs studerade Queen först vid New Mexico Military Institute och spelade för collegets idrottsförening New Mexico Military Institute Broncos. Han blev senare överförd till universitetet New Mexico State University för spel i New Mexico State Aggies.